# الدراسات الهندسية
الدراسات الهندسية (بالإنجليزية: Engineering studies)‏ هي فرع متعدد التخصصات في العلوم الاجتماعية والإنسانية المكرسة لدراسة المهندسين وأنشطتهم. ويرجع المهندسين الدارسين فيما بينهم إلى تاريخ وعلم اجتماع مهنتهم، مؤسساتها ومنظماتها، البناء والتركيب المجتمعى للكثافة السكانية للمهندسين، وتدريباتهم، ومسارهم، إلخ. ويوجد حقل فرعى مقترح لعمل المرأة في مجال الهندسة. وتشير دراسة الهندسة إلى دراسة أنشطتهم وممارساتهم، معرفاتهم وعلوم الوجود، وكذا دورهم في المجتمع وارتباطتهم. فقد إستنتجت الدراسات الهندسية كيف تؤثر الديناميكيات التاريخية، والاجتماعية، والثقافية، والسياسية، والإقتصادية في البحوث التكنولوجية، والتصميم، والهندسة والإبتكار، وكيف أن هذا كله يؤثر بدوره في المجتمع، والاقتصاديات، والسياسات وكذا الثقافة.
أحيانا تشير الدراسات الهندسية إلى طبيعة التعليم الهندسى.